# Дефлация
Дефлация в икономиката представлява понижение на общото ниво на цените на стоките и услугите. Дефлация настъпва тогава, когато инфлацията спадне под 0% (тоест отрицателна инфлация). Инфлацията намалява стойността на валутата с течение на времето, но внезапната дефлация я повишава. Дефлацията е различна от дезинфлацията, която се изразява в забавяне на скоростта на инфлация (тоест ниска инфлация, но все още положителна).
Икономистите като цяло смятат, че внезапната дефлация е проблем в съвременната икономика, тъй като увеличава реалната стойност на дълга, особено когато дефлацията е неочаквана. Дефлацията може да утежни рецесиите и да доведе до т.нар. „дефлационна спирала“ – намалението на цените води до по-ниско производство, което от своя страна води до по-ниски заплати и търсене, което води до допълнително намаление на цените.
Дефлация обикновено настъпва, когато предлагането е голямо (например при прекомерна продукция), когато търсенето е малко (например при намаляване на потреблението) или когато запасът от пари намалява (например след рецесия или поради отлив на капитал от икономиката).
В България, дефлация се наблюдава в периода от 2013 г. до 2016 г. По това време тя е най-висока дефлация в Европейския съюз. Основна причина са ниските цени на петрола в световен мащаб.